# Санчес, Онесимо
Оне́симо Са́нчес Гонса́лес (исп. Onésimo Sánchez González; род. 14 августа 1968, Вальядолид, Кастилия и Леон) — испанский футболист и футбольный тренер.

## Клубная карьера
Онесимо начал свою карьеру в «Вальядолиде» в сезоне 1985/86, пробился в основной состав в 1986 году, сыграл в 39 матча чемпионата и забил 4 мяча. В 1988 году перешёл в «Кадис», за который сыграл 16 игр.
В 1989 году перешёл в «Барселону» и сыграл 5 матчей. Также в это время находился в «Барселоне B», где отыграл 2 игры. Онесимо вернулся в «Вальядолид», проведя ещё 97 матчей, и забил 9 мячей за 3 года.
В 1993 году сменил клуб на «Райо Вальекано», за который сыграл 106 игр. Спустя три года перешёл в «Севилью» и отыграл 26 матчей.
После «Севильи» Онесимо стал игроком «Бургоса». В 32 года завершил игровую карьеру. Последний клубом стала «Паленсия».

## Тренерская карьера
Свой первый опыт работы главным тренером он получил в команде «Реал Вальядолид B».
В период с 2008 по 2013 год Онесимо успел поруководить такими командами, как «Реал Вальядолид», «Уэска» и «Реал Мурсия».

## Достижения

### В качестве игрока
«Барселона»
- Обладатель Кубка короля: 1989/90